# Gemerson
Gemerson Silva Barbosa (Lençóis, 29 de março de 1993) é um jogador brasileiro de basquetebol. Atua no Novo Basquete Brasil.

## Início
Gemerson começou no basquete na sua cidade natal, Lençóis, BA. Ainda aos 15 anos, era destaque no Campeonato Baiano e foi convocado para a seleção baiana sub-17. Nessa época o jogador já trabalhava como assistente de pedreiro para ajudar seu pai.
Em 2009, Gemerson deixou Lençóis e foi para a cidade de São Sebastião do Paraíso, em Minas Gerais, onde foi jogar pelas divisões de base do Paraíso Basquetebol. Na passagem pelo Paraíso, conquistou diversos títulos regionais pelo clube, sendo sempre eleito destaque da equipe. Deixou o clube em dezembro de 2011, quando foi contratado pelo Paulistano.

## Carreira

### Paulistano (2012–presente)
No Paulistano desde 2011, Gemerson disputou o NBB pela primeira vez na temporada 2012–13, quando disputou apenas 6 jogos. Na temporada seguinte, ganhou mais espaço na rotação do Paulistano, se destacando no trabalho defensivo. Fez parte da campanha histórica do clube que o levou à sua primeira final do NBB. No NBB 2014–15, manteve uma média um pouco superior a dez minutos por jogo, melhorando, porém, suas médias de pontos, rebotes e de eficiência.
Gemerson renovou com o Paulistano para a temporada 2015–16. O ala assumiu a condição de titular na equipe. No seu primeiro ano como titular, ajudou o Paulistano a conseguir seu melhor início na história (8–0) e terminar na liderança no NBB no final de 2015.

## Seleção Brasileira
Gemerson foi parte da Seleção de Desenvolvimento em 2011, pela qual disputou o Nike Global Challenge. Em 2015, foi convocado para a disputa da Universíade.

## Estatísticas

### Temporada regular do NBB
| Ano      | Equipe     | PJ | MPJ  | 2P%  | 3P%  | LL%  | RT  | AS | BR | TO | PPJ |
| -------- | ---------- | -- | ---- | ---- | ---- | ---- | --- | -- | -- | -- | --- |
| 2012–13  | Paulistano | 6  | 2.6  | .667 | .000 | .000 | .5  | .3 | .0 | .0 | .7  |
| 2013–14  | Paulistano | 28 | 11.6 | .528 | .231 | .600 | 2.1 | .4 | .1 | .0 | 2.3 |
| 2014–15  | Paulistano | 27 | 13.1 | .543 | .314 | .786 | 2.8 | .3 | .3 | .1 | 3.0 |
| 2015–16  | Paulistano | 28 | 25.1 | .475 | .390 | .730 | 5.0 | .5 | .4 | .0 | 8.8 |
| Carreira | Carreira   | 89 | 15.7 | .506 | .353 | .712 | 3.1 | .4 | .2 | .1 | 4.5 |

### Playoffs do NBB
| Ano      | Equipe     | PJ | MPJ  | 2P%  | 3P%  | LL%   | RT  | AS | BR | TO | PPJ |
| -------- | ---------- | -- | ---- | ---- | ---- | ----- | --- | -- | -- | -- | --- |
| 2013     | Paulistano | 6  | 4.7  | .500 | .000 | .000  | .7  | .2 | .0 | .0 | .3  |
| 2014     | Paulistano | 11 | 12.7 | .417 | .231 | .563  | 2.8 | .2 | .0 | .1 | 2.5 |
| 2015     | Paulistano | 4  | 7.8  | .500 | .500 | 1.000 | 1.8 | .0 | .0 | .0 | 2.8 |
| 2016     | Paulistano | 4  | 22.9 | .400 | .118 | .667  | 5.5 | .3 | .3 | .0 | 4.5 |
| Carreira | Carreira   | 25 | 11.6 | .433 | .188 | .625  | 2.6 | .2 | .0 | .0 | 2.4 |